# Guam League 2016/17
Die Guam League 2016/17 war die 28. Spielzeit der höchsten guamischen Fußballliga seit ihrer Gründung im Jahr 1990. Die Saison begann am 10. August 2016 und endete am 25. April 2017. Titelverteidiger war der Rovers FC.

## Modus
Die Vereine spielten ein Vierrundenturnier aus, womit sich insgesamt 16 Spiele pro Mannschaft ergaben. Aufgrund der ungeraden Mannschaftsanzahl pausierte pro Spieltag je eine Mannschaft. Es wurde nach der 3-Punkte-Regel gespielt (drei Punkte pro Sieg, ein Punkt pro Unentschieden). Die Tabelle wurde nach den folgenden Kriterien bestimmt:
1. Anzahl der erzielten Punkte
2. Anzahl der erzielten Punkte im direkten Vergleich
3. Tordifferenz aus allen Spielen
4. Anzahl Tore in allen Spielen

Am Ende der Saison qualifizierte sich die punktbeste Mannschaft für die erste Qualifikationsrunde des AFC Cup 2018. Einen generellen Abstieg in die Guam Second Division gab es nicht.

## Teilnehmer
Die beiden letztplatzierten Vereine der Saison 2015/16, die Southern Cobras und der Sidekicks FC, stiegen in die Guam Second Division 2016/17 ab. Als Ersatz wurde dem neugegründeten Haya United FC der direkte Einstieg in die Guam League gestattet. Alle Spiele der Saison fanden, teilweise hintereinander, im GFA National Training Center in Dededo statt.

## Abschlusstabelle
| Pl. | Verein               | Sp. | S  | U | N  | Tore    | Diff. | Punkte |
| --- | -------------------- | --- | -- | - | -- | ------- | ----- | ------ |
| 1.  | Rovers FC (M)        | 16  | 13 | 0 | 3  | 088:250 | +63   | 39     |
| 2.  | Guam Shipyard FC     | 16  | 13 | 0 | 3  | 087:260 | +61   | 39     |
| 3.  | Quality Distributors | 16  | 6  | 1 | 9  | 041:460 | −5    | 19     |
| 4.  | BOG Strykers FC      | 16  | 5  | 1 | 10 | 047:640 | −17   | 16     |
| 5.  | Haya United FC (G)   | 16  | 2  | 0 | 14 | 024:125 | −101  | 06     |

| Zum Saisonende 2016/17:                                                             |
| Guamischer Meister und Teilnahme an der ersten Qualifikationsrunde des AFC Cup 2018 |

| Zum Saisonende 2015/16: |                                |
| (M)                     | Amtierender Meister: Rovers FC |
| (G)                     | Neugegründet: Haya United FC   |

## Kreuztabelle
Die Kreuztabelle stellt die Ergebnisse aller Spiele der regulären Season dar. Die Heimmannschaft ist in der linken Spalte, die Gastmannschaft in der oberen Zeile aufgelistet.
| Saison 2016/17       | BOG  | GSH | HAY  | QUA | ROV |     | BOG  | GSH  | HAY | QIA | ROV |
| BOG Strykers FC      |      | 2:3 | 2:3  | 6:5 | 0:8 |     | 1:4  | 5:6  | 1:3 | 1:5 |     |
| Guam Shipyard FC     | 5:0  |     | 17:2 | 1:2 | 1:5 | 5:2 |      | 10:1 | 3:1 | 1:2 |     |
| Haya United FC       | 0:11 | 1:7 |      | 0:8 | 2:8 | 2:4 | 0:15 |      | 3:6 | 2:9 |     |
| Quality Distributors | 3:3  | 2:4 | 3:1  |     | 3:2 | 0:3 | 1:4  | 3:0  |     | 0:6 |     |
| Rovers FC            | 10:0 | 2:4 | 7:0  | 5:1 |     | 2:6 | 3:2  | 10:1 | 3:1 |     |     |